# Willem Eijk
Willem Jacobus "Wim" Eijk, född 22 juni 1953 i  Duivendrecht, Noord-Holland, är en nederländsk kardinal och ärkebiskop. Han är sedan år 2007 ärkebiskop av Utrecht.

## Biografi
Willem Eijk studerade medicinvetenskap och avlade läkarexamen vid Universiteit van Amsterdam. Han verkade några år som läkare, innan han påbörjade studier i filosofi och teologi vid seminariet Rolduc i Kerkrade. Eijk diakonvigdes av biskop Joannes Gijsen den 15 september 1984 och prästvigdes av densamme den 1 juni året därpå. År 1987 avlade Eijk medicine doktorsexamen vid Leidens universitet med en avhandling om eutanasi. Eijk bedrev ytterligare studier och avlade doktorsexamen i filosofi vid Angelicum samt doktorsexamen i teologi vid Påvliga Lateranuniversitetet. År 1996 utnämndes Eijk till professor i moralteologi vid den påvliga teologiska fakulteten i Lugano. Från 1997 till 1999 var han medlem av Internationella teologiska kommissionen.

### Biskop och ärkebiskop
I juli 1999 utnämndes Eijk till biskop av Groningen-Leeuwarden och biskopsvigdes av kardinal Adrianus Johannes Simonis den 6 november 1999. Påve Johannes Paulus II utsåg 2004 Eijk till medlem av Påvliga akademin för livet och året därpå ledamot av dess råd. Eijk utnämndes i december 2007 till ärkebiskop av Utrecht och installerades i Sint-Catharinakathedraal i Utrecht i januari året därpå. Den 29 juni 2008, på de heliga apostlarna Petri och Pauli dag, mottog Eijk palliet av påve Benedikt XVI.

### Kardinal
Den 18 februari 2012 upphöjde påve Benedikt XVI Eijk till kardinalpräst med San Callisto som titelkyrka. Kardinal Eijk deltog i konklaven 2013, vilken valde Franciskus till ny påve. Eijk deltog i extraordinarie biskopssynoden om familjen i oktober 2014 och i ordinarie biskopssynoden om familjen i oktober 2015. Bland de uppmärksammade frågorna vid dessa synoder är huruvida frånskilda och civilt omgifta katoliker ska få ta emot kommunionen. Inför synoden 2015 skrev kardinal Eijk i en essä bland annat följande: "Par som ingår civilt omgifte utan att ha fått sitt tidigare äktenskap annullerat utgör en form av strukturellt och institutionaliserat äktenskapsbrott."
I mars 2016 publicerade påve Franciskus den postsynodala uppmaningen Amoris Laetitia. Kardinal Eijk riktade kritik mot denna och hävdade att uppmaningen hade sått tvivel och menade att Franciskus måste anföra mer tydligt att äktenskapet "ett och obrytbart" och att Franciskus formuleringar skapar förvirring bland de troende.

## Bilder

Kardinal Eijks titelkyrka
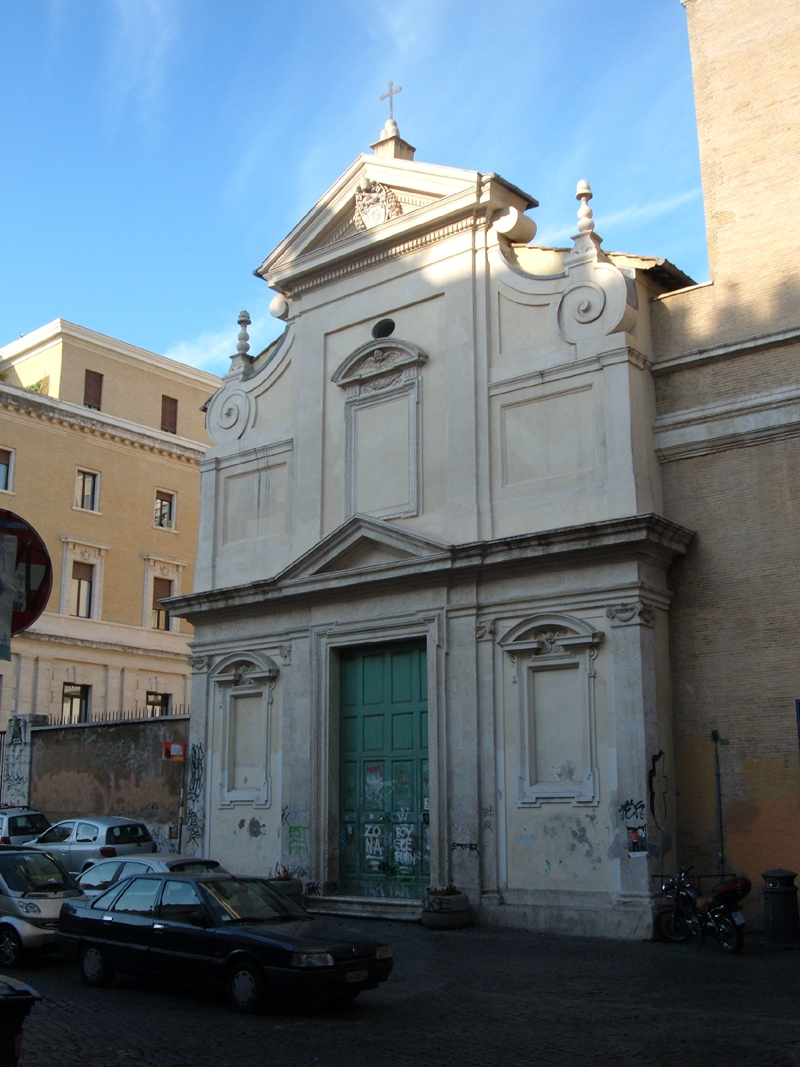
San Callisto.